# Monete del litas lituano
La moderna monetazione della Lituania è stata introdotta nel 1993. La serie è composta da monete in centas (plurale centai o centų) ed in litas lituano (litas, plurale litai o litų)

## 1, 2, e 5 centas

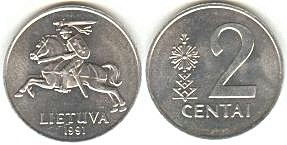
2 centas - 1991
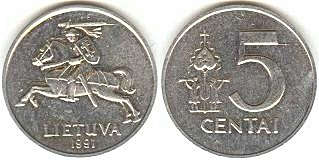
5 centas - 1991

Queste monete sono di alluminio e quindi bianche. Il contorno è liscio. Sono state disegnate dallo scultore Petras Garška. Sono state le prime monete non provvisorie emesse dopo l'indipendenza dall'Unione sovietica nel 1990. A differenza delle altre monete, hanno sempre la stessa data, 1991, qualunque sia l'anno reale di produzione. Il disegno non è stato cambiato anche se presentano al dritto una vecchia versione dello stemma lituano (la coda del cavallo è in basso, il cavaliere guarda davanti ed altri dettagli minori).
I lituani chiamano usualmente queste monete "balti centai" (centesimi bianchi), con una connotazione leggermente negativa.

### Specifiche
- 1 centas: diametro - 18,75 mm, spessore - 1,30 mm, peso - 0,88 g. La moneta da 1 centas al rovescio ha un ornamento quadrato con un tulipano triangolare ad ogni angolo. Nel centro del quadrato c'è il simbolo delle colonne di Gediminas.
- 2 centas: diametro - 21,75 mm, spessore - 1,30 mm, peso - 1,19 g. La moneta da 2 centas ha un ornamento a forma semplificata di fuso. È composto da tre triangoli aperti ed una rappresentazione stilizzata del sole in alto. Il sole è composto da 16 raggi.
- 5 centas: diametro - 24,40 mm, spessore - 1,35 mm, peso - 1,49 g. La moneta da 5 centas ha un ornamento a forma di girandola a vento. L'elemento centrale è una foglia ed in cima c'è una croce. Ai lati della foglia sono rappresentati due piccoli serpenti. In basso due piccoli angeli; ognuno soffia in una tromba.

## 10, 20 e 50 centas

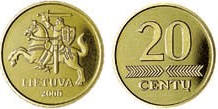
20 centas - 1997
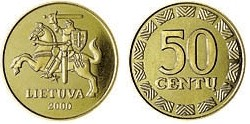
50 centas - 1997

Queste monete sono di una lega di rame zinco e nichel color giallo-oro. Il contorno è rigato. Il disegno è di Antanas Žukauskas con la collaborazione di Arvydas Každailis per lo stemma nazionale. Sono state coniate per la prima volta nel 1997 in sostituzione della precedente emissione di pari valore. Recano la data reale di coniazione

### Specifiche
- 10 centas: diametro - 17,00 mm, spessore - 1,70 mm, peso - 2,60 g. La moneta da 10 centas ha il disegno ornamentale a forma schematica di abete nello sfondo, che si presenta come un triangolo con la punta in basso e il vertice coincide con l'asse verticale della moneta.
- 20 centas: diametro - 20,50 mm, spessore - 2,10 mm, peso - 4,80 g. La moneta da 20 centas ha un ornamento schematico che richiama un abete posto orizzontalmente sotto il valore.
- 50 centas: diametro - 23,00 mm, spessore - 2,10 mm, peso - 6,00 g. La moneta da 50 centas ha un disegno ispirato all'abete diviso in 14 parti uguali che si sviluppa circolarmente lungo il bordo della moneta.

## 1, 2, e 5 litas

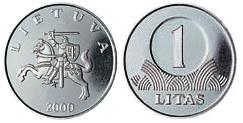
1 litas - 1998
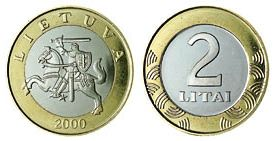
2 litas - 1998
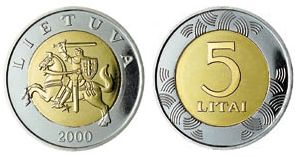
5 litas - 1998

Le monete sono da 2 e 5 litas sono bimetalliche e sono in una lega bianca composta di rame e nichel e in una lega color giallo-oro composta di rame, alluminio e nichel. Il disegno è di Antanas Žukauskas con la collaborazione di Arvydas Každailis per l'adattamento dello stemma nazionale. Sono state emesse nel 1998 in sostituzione delle banconote di pari valore. Il motivo principale della sostituzione è che le banconote avevano una vita breve a causa dell'uso continuo nel commercio quotidiano. Dovevano essere continuamente ristampate presso ditte specializzate straniere, mente ora le monete sono coniate presso la zecca lituana. Recano impresso l'anno di coniazione. Sembra che qualcuno si sia lamentato per il peso eccessivo.

### Specifiche
- 1 litas: diametro - 22,30 mm, spessore - 2,20 mm, peso - 6,25 g. La moneta da 1 lita ha in contorno zigrinato. Il numero 1 si trova in un cerchio incuso nella parte alta della moneta. Sotto il cerchio si trova un ornamento simmetrico formato da una serie di linee curve.
- 2 litas: diametro - 25,00 mm, spessore - 2,20 mm, peso - 7,50 g. La moneta da 2 lita ha il contorno che è diviso in cinque sezioni zigrinate intervallate da seziono lisce. La barra centrale di ugni sezione è più spessa delle altre. Il bordo esterno ha un ornamento formato da due gruppi di linee curve posizionate simmetricamente rispetto all'asse verticale della moneta.
- 5 litas: diametro - 27,50 mm, spessore - 2,35 mm, peso - 10,10 g. La moneta da 5 lita ha sul contorno la legenda: PENKI LITAI (cinque lita) ripetuta due volte, separate da un segno. Il borso esterno presenta un ornamento formato da tre gruppi di linee curve.

## Monete commemorative circolanti
La zecca lituana conia ogni anno 3-6 monete commemorative. Inoltre esistono 4 monete commemorative da 1 litas che sono entrate nella normale circolazione monetaria del paese. Hanno la stessa lega (75% rame, 25% nichel) e le stesse misure delle monete da 1 litas comuni (diametro 22,30 mm, spessore - 2,20 mm, peso - 6,25 g).

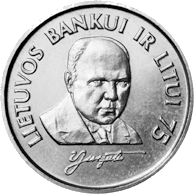
1997 - anniversario Banca di Lituania
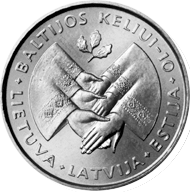
1999 - anniversario Catena baltica
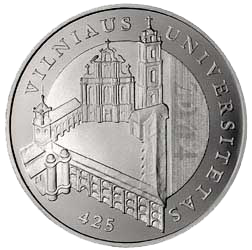
2004 - anniversario Università di Vilnius

### Specifiche
- 1997 - per il 75º anniversario del lita e della Banca di Lituania (200 000 pezzi). La moneta presenta il ritratto e la firma del primo presidente della banca di Lituania, Vladas Jurgutis (1885-1966), la cui firma si trova sulla prima banconota in lita emessa per periodo tra le due guerre. Con lo stesso disegno, misure e valore ne sono stati coniati 1500 pezzi in oro. L'autore è lo scultore Rimantas Eidėjus.
- 1999 - per l'anniversario della catena baltica, quando circa due milioni di persone formarono una catena umana nei tre stati baltici lunga 600 chilometri per protestare contro l'occupazione sovietica (1 000 000 pezzi). Nel rovescio sono rappresentate tre coppie di mani che si tengono tra loro. Le maniche sono rappresentazioni stilizzate degli abbigliamenti tradizionali dei tre paesi baltici. Le mani rappresentate sono femminili ad indicazione delle sorelle baltiche (anche in lituano il nome dei tre paesi è di genere femminili). Le monete sono state criticate[senza fonte] perché al rovescio ci sono i nomi dei tre paesi, come se non sia chiaro quale sia il paese che ha coniato la moneta. Lo stesso tipo è stato usato per coniare una moneta d'argento da 50 lita con un diametro di 38,61 mm (4000 pezzi). L'unica variazione è la legenda sul contorno che recita VILNIUS RYGA TALINAS (Vilnius, Riga, Tallinn - il nome delle tre capitali in lituano. Il disegno è di Antanas Žukauskas.
- 2004 - per il 425º anniversario dell'Università d Vilnius nel 2004 (200 000 pezzi). Il rovescio mostra le strutture architettoniche dell'università di Vilnius, con l'enfasi sul grande cortile, la chiesa di san Giovanni ed il contiguo campanile. L'immagine è simile al rovescio delle banconote da 100 lita. Con lo stesso disegno è stata coniata una moneta da 50 lita d'argento con un diametro di 38,61 mm (2.000 pezzi). Le due uniche differenze nel disegno sono la legenda nel contorno che riporta UNIVERSITAS VILNENSIS (quando l'università fu fondata nel 1579, fu denominata Academia et Universitas Vilnensis) ed il campo della moneta che cambia aspetto secondo la posizione: da una punto di vista reca la data 2004, la data d'emissione, e dall'altro la data 1579, quella di fondazione dell'Università. Questa è stata la prima volta che questa tecnologia è stata usata in una moneta lituana. Il disegno è di Rytas Jonas Belevičius.
- 2005 - per promuovere il restauro del palazzo reale di Lituania (Valdovų Rūmai) nel 2005 (1 000 000 pezzi). Questa moneta reca al dritto lo stemma con lo scudo che si trova in una moneta del Granducato di Lituania al posto della versione moderna. Questa vecchia versione dello stemma è inserita in un dodecagono incuso che occupa quasi tutta la faccia della moneta. L'intenzione è di richiamare una moneta del Granducato per enfatizzare l'importanza dell'eredità culturale. Il rovescio mostra il palazzo reale di Lituania come si presenterà quando il restauro sarà terminato nel 2009 per il 1000º anniversario del nome "Lituania". La Lituania è citata come Litua nel 1009 in una cronaca del monastero di Quedlinburg. Il disegno è di Giedrius Paulauskis.

## Monete precedenti

### Primo litas

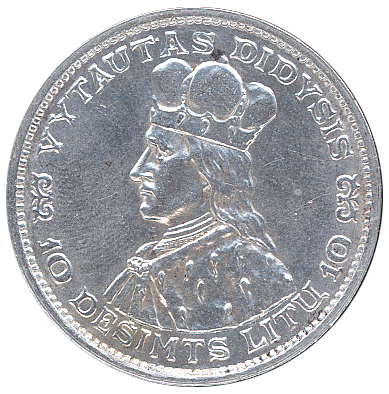
10 litas - 1936
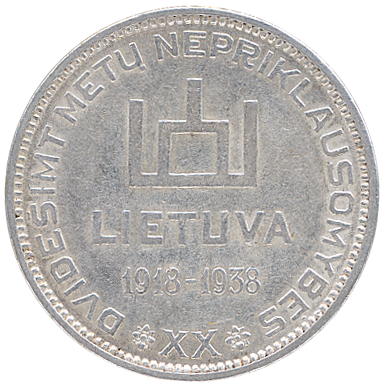
10 litas - 1938
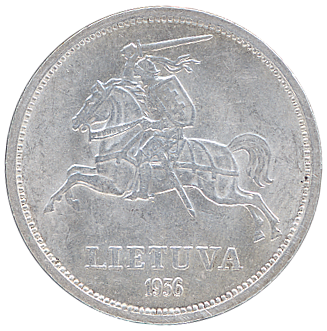
5 litas - 1936

### Secondo litas

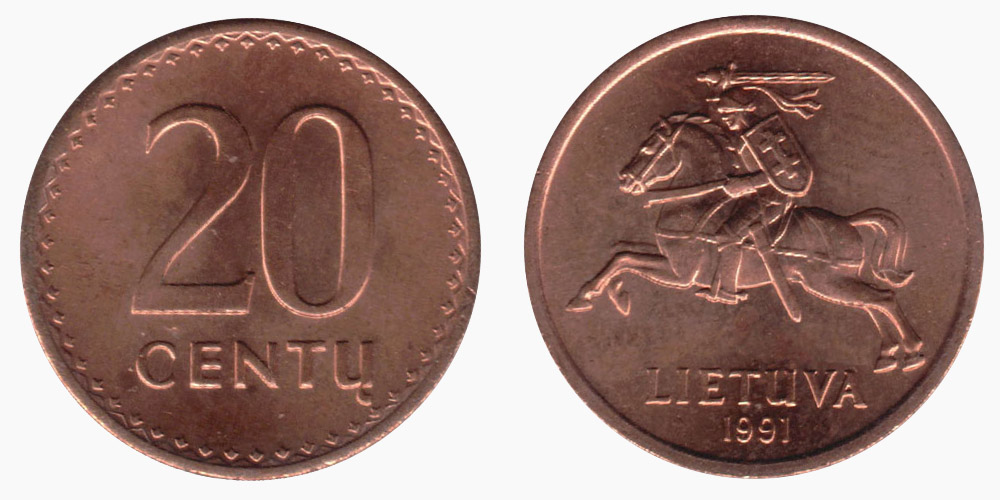
20 centas - 1991
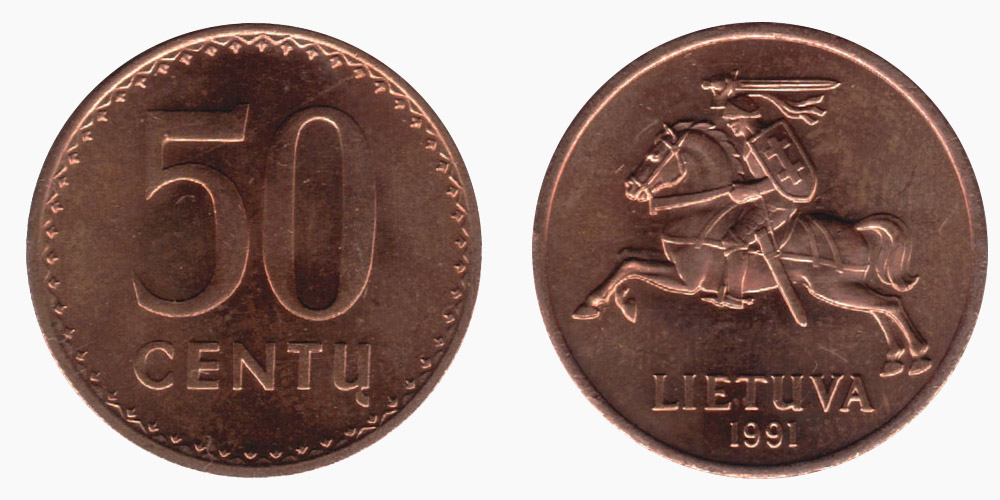
50 centas - 1991